# TV Gazeta
TV Gazeta é uma rede de televisão brasileira sediada na cidade de São Paulo. Foi inaugurada em 25 de janeiro de 1970 e pertence à Fundação Cásper Líbero, uma instituição sem fins lucrativos que também administra a Gazeta FM, os portais Gazeta Esportiva e Gazeta Press, além da Faculdade Cásper Líbero.
Grandes nomes da televisão brasileira passaram pela Gazeta, tais como: Ângela Rodrigues Alves, Ione Borges, Claudete Troiano, Fausto Silva, Serginho Groisman, Astrid Fontenelle, Galvão Bueno, o eterno Fofão Orival Pessini, Mariane Dombrova, Sérgio Mallandro, Joelmir Beting, o ex Palhaço-Bozo Wandeko Pipoka, a ex-Vovó Mafalda Valentino Guzzo, a dupla de palhaços Atchim & Espirro, o palhaço Tic-Tac, a dupla de palhaços Patati Patatá, Zig Zag e Zazá, Catia Fonseca, Heródoto Barbeiro, Cléber Machado, Luís Roberto, Tiago Leifert, Mariana Godoy, Fernando Meirelles, Marcelo Tas, Ratinho, Luiz Carlos Alborghetti, Ronnie Von e muitos outros.

## História

### Década de 1950 e 1960
A história da TV Gazeta confunde-se com a história da televisão no Brasil. Projetada desde a década de 50, teve suas instalações superdimensionadas. Em 15 de janeiro de 1952, por decreto assinado pelo presidente Getúlio Vargas, o canal 2 de São Paulo foi concedido à Fundação Cásper Líbero. Devido à demora da inauguração por questões técnicas, a Fundação Cásper Líbero perdeu a concessão do canal 2, passada para as mãos de Assis Chateaubriand, que um ano depois inaugurou a TV Cultura. E foi dada a concessão do canal 11 para a TV Gazeta. Em 1961, o último ato do governo de Juscelino Kubitschek foi tirar da Fundação o canal e passar à TV Continental do Rio de Janeiro. Um dia depois, com a posse de Jânio Quadros e por pressão da Fundação, a concessão voltou às mãos de quem era de direito.

### Inauguração
No dia 23 de junho de 1969 era o prazo final para instalação do sétimo e último canal VHF de São Paulo. Às 17h45, a torre de 116m, no espigão da Paulista, transmitiu seus primeiros sinais e a TV Gazeta foi ao ar experimentalmente. A primeira imagem foi da avenida Paulista ao som de Sá Marina, de Antônio Adolfo e Tibério Gaspar, na voz de Wilson Simonal.
A TV Gazeta foi inaugurada no dia 25 de janeiro de 1970, aniversário de 416 anos da cidade de São Paulo, com imagens ao vivo da Avenida Paulista e um texto comemorativo, evocando Cásper Líbero, o patrono da emissora. A primeira emissora montada com equipamento para transmissão em cores, teve a primeira unidade para transmissão externa colorida do país.
Foi a primeira emissora a trabalhar com o equipamento de chroma key e implantou no Brasil a câmera lenta e antecipou tendências ao ter produzido e gerado a primeira corrida de Fórmula 1 no país (retransmitida em parceria com a Rede Globo).

### Década de 1970

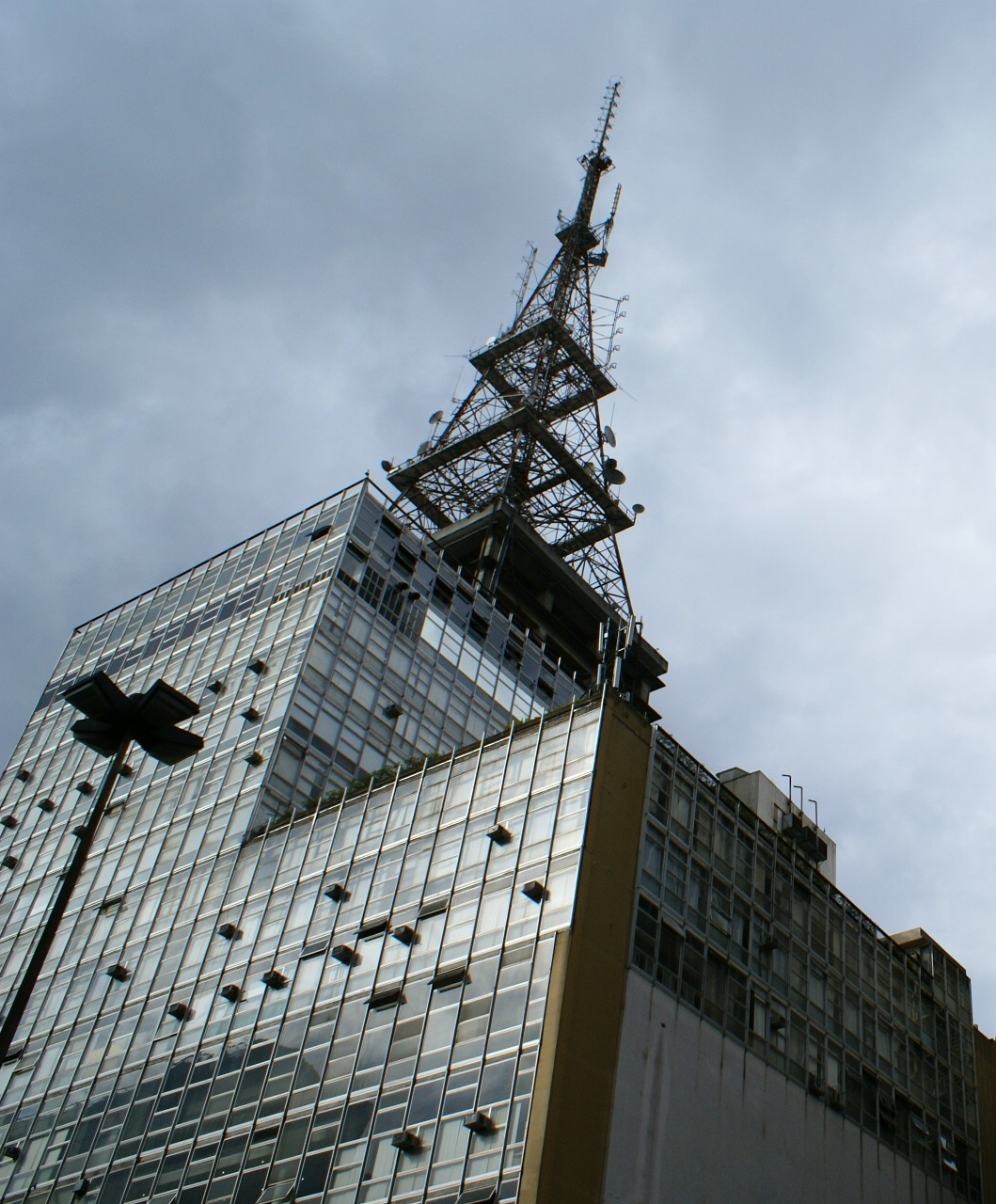
Antena de transmissão da emissora, no topo do Edifício Gazeta, em São Paulo.

A Gazeta alimentou o sonho de tornar-se rede em meados da década de 1970, quando o mercado começava a se modificar. Tupi e Record estavam decadentes, a Bandeirantes pensava na possibilidade de se tornar rede, enquanto a Globo sempre disputava a audiência.
Havia a possibilidade de surgimento da Rede Jornal do Brasil, mas isso não preocupava muito a Gazeta, que chegou a colocar programação em emissoras da região norte do país, em boa parte do Estado de São Paulo, e dava como certa a concessão do canal 11 do Rio de Janeiro. Só que a história não foi bem assim. Em 1976, o comunicador e apresentador Sílvio Santos ganhou a concessão do canal carioca que era da TVS (TV Studios Silvio Santos de Cinema e Televisão Ltda), (que mais tarde se tornou a pedra fundamental do futuro SBT), e a Bandeirantes fez propostas melhores e levou para sua rede as emissoras que a Gazeta havia afiliado na região amazônica. Com o tempo, os equipamentos da emissora começaram a ser sucateados, não havia caixa suficiente para reaparelhamento, muitos profissionais começaram a mudar de estação, o público passou a assistir cada vez menos à programação e a Gazeta entrou numa fase de ostracismo, que iria durar até meados da década de 1980. Muita gente até ignorava que o canal 11 de São Paulo estivesse no ar.
Mas é importante lembrar de um fato inesquecível da TV Gazeta do ano de 1973: havia sido feito um acordo entre o Governo Federal da Argentina, sob o comando de Perón, e o Governo do Brasil estabelecendo que os técnicos da televisão brasileira iriam implantar a televisão em cores na Argentina, fazendo com que, na primeira transmissão colorida, a operação estivesse sob os nossos cuidados. Foi a festa da OTI (no Teatro Colón, de Buenos Aires). O Governo Brasileiro designou a equipe da TV Gazeta, canal 11 de São Paulo, para este feito. A Rede Tupi exibiu simultaneamente o fato - mesmo sendo este totalmente organizado pela Gazeta - com flashes especiais dos ensaios e do espetáculo durante a transmissão direto da Argentina para o Brasil via satélite. E um momento emocionante deste dia foi quando a equipe da Gazeta deu licença para que os profissionais locais encerrassem aquela primeira transmissão à moda argentina. Muitos argentinos abraçaram os técnicos argentinos e brasileiros e um choro constante rolando direto entre todos os operadores, movidos pela emoção.
No ano de 1978, a Gazeta estreou o programa nipo-brasileiro Programa Nelson Matsuda, uma produção independente, do Japan Pop Show Empreendimentos ou N.Matsuda TV Produções Ltda. Era exibido ao vivo do Teatro Cásper Líbero no 3º andar do prédio da Gazeta. Era apresentado pelo próprio apresentador, Nelson Matsuda. Foi o primeiro programa de variedades nipo-brasileiro, com auditório, inaugurando, assim, a linha de shows da Gazeta, feito de manhã, de tarde ou de noite.
Ainda no ano de 1978 ou no ano de 1979, a Gazeta estreou o programa nipo-brasileiro Imagens do Japão, uma produção independente, do Imagens do Japão TV e Jornalismo Ltda, Imagens do Japão TV Programações Ltda e M.Okuhara TV Produções Ltda. Era exibido ao vivo do Teatro Cásper Líbero, que fica no terceiro andar do prédio da Gazeta. Era apresentado por Rosa Miyake, Mário Okuhara, Ênio Santos, Humberto Marçal e Alberto Murata. O programa misturava informação, cultura e entretenimento. Tinha acontecimentos do Japão, Miss-Nikkey, Concurso de Calouros, Musicais Com Brasileiros e Japoneses e etc.
Em 1978 a rede chegou a começar á gravar uma telenovela chamada Zulmira, na tentativa de apostar no gênero. Entretanto a telenovela foi censurada antes de estrear devido á aparição de uma privada em uma cena.

### Década de 1980
Em 22 de setembro de 1980, O Clarisse Amaral em Desfile se transformou em Mulheres. Inicialmente, o programa tinha apresentação de Ângela Rodrigues Alves e Ione Borges. Depois, o Brasil inteiro começou a conhecer a dupla de "parceirinhas", Ione Borges e Claudete Troiano.
Em 1982, o repórter e colunista Amaury Jr. estreou na emissora, entrevistando famosos e celebridades em São Paulo e outras cidades brasileiras no programa Flash. O sucesso do programa é tanto, que outras redes disputam a nova revelação da Gazeta, até que a Rede Bandeirantes negocia com salário maior do que Amaury ganhava na Gazeta e ele sai da emissora em 1986.
Em 1983, para piorar a situação da TV Gazeta, uma competidora de peso entra na briga: a Rede Manchete, canal 9, que apesar de não ser tão grande quanto as demais, tinha recursos de sobra, ao contrário da Gazeta. Portanto, parecia fadada novamente a cair no esquecimento. A TV Gazeta, junto com a TV Globo, ergueu e inaugurou no dia 21 de abril, a Torre Cásper Líbero, na Avenida Paulista, 900, 13º andar, Bela Vista em São Paulo.
Ainda em 1983, A TV Gazeta projetou um programa que pudesse levar o mundo circense brasileiro a televisão. Assim, Wandeko Pipoca criou, apresentou, comandou e idealizou o infantil A Turma da Pipoca.
Também em 1983, a futura dupla de palhaços Atchim & Espirro, protagonizados pelos artistas Eduardo dos Reis e Carlos Alberto de Oliveira, estiveram nos quadros humorísticos do programa infantil A Turma da Pipoca, criado, apresentado, comandado e idealizado por Wandeko Pipoka. Eduardo dos Reis já tinha nome artístico: o palhaço Atchim. Carlos Alberto de Oliveira, o palhaço Espirro, com seu filho, Carlos Júnior, tinham outro nome: Janela e Janelinha. Depois, só ficou Atchim e Janela. Janela, o personagem de Carlos foi rebatizado de Espirro. A dupla passou a se chamar Atchim & Espirro. Porém, Wandeko Pipoka se desentendeu com a direção da Gazeta e saiu da emissora. Depois, a direção entregou a dupla a continuação do programa A Turma do Pipoca em 1985, nascendo assim, o Brincando na Paulista. A dupla Atchim & Espirro estrearam na grade animando o infantil Brincando na Paulista. O programa esteve no ar de 1985 até 1988. O programa mesclava desenhos animados da Hanna-Barbera, músicas, sorteios, brincadeiras, musicais, esquetes de humor e atrações para crianças.
Entre 1984 e 1985, a emissora faz uma parceria com o Grupo Abril, que resolvera entrar no mercado de televisão. Já que o governo não dava uma concessão à editora, a Abril Vídeo surgiu comprando praticamente todo o espaço noturno da Gazeta, que, apresentando programas de qualidade, passou a ser novamente assistida. Mesmo depois da saída da Abril, a Gazeta continuou tendo uma audiência razoável, mas a manutenção de uma programação realmente competitiva, no molde das demais redes, era arriscada e inviável. Fausto Silva estreia o seu Perdidos na Noite.
Com a estreia do Imagens do Japão em 1978 ou em 1979, a atração de Nelson perdeu um pouco da importância na Gazeta e acabou saindo do ar em 1984.
Em 1988, a Gazeta estreou o novo formato do Programa Nelson Matsuda, agora sob o nome de Japan Pop Show. O Japan Pop Show era feito nos mesmos moldes do Imagens do Japão. Foi um programa de auditório num formato de shows de variedades e musicais, exibido ao vivo, direto do Teatro Cásper Líbero no 3º Andar do prédio da Gazeta. O Japan Pop Show era uma produção independente, do Japan Pop Show Empreendimentos ou da N.Matsuda TV Produções Ltda. Era apresentado pelo Casal Nelson Matsuda e Suzana Matsuda, até 1992 ou até 1994, quando o programa voltou a Rede Bandeirantes.

### Década de 1990
Em 1990, devido a mudanças internas, o projeto "televisão desindexada", como foi chamado, acabou sendo desativado, e a TV Gazeta começou a decair, com uma programação mais morna, calcada, sobretudo, em filmes que eram recomprados diretamente da Rede Globo, exibidos no Cine Gazeta de segunda a sábado 21h30,  e os desenhos animados no programa Gazetinha de segunda a sábado 20h00 até 21h30, com alguns desenhos recomprados do SBT e da própria Globo, quando essa não tinha mais lugar para exibi-los. A emissora parecia condenada a ficar transmitindo apenas para São Paulo, sem muitas perspectivas de crescimento.
No início da década de 1990, ocorre nova fase de mudança da emissora, onde começou a parceria entre a Rede OM Brasil (Organizações Martinez) e a TV Gazeta de São Paulo. A reviravolta ocorreu precisamente no início de 1992, quando a TV Paraná (em Curitiba) e a TV Tropical (em Londrina) resolveram romper contrato com Rede Bandeirantes, que estava em fase de rápida expansão, e assim fundava-se a Rede OM. Conquistando afiliadas em todo o país (com as graças do então presidente Collor, de quem o dono da rede era correligionário), a OM logo começou a convencer a Gazeta com a possibilidade de afiliação, o que acabou sendo muito bem aceito a princípio.
Foram tempos de crescimento rápido; a nova rede tinha Galvão Bueno em seu quadro de funcionários e era a grande promessa para a década, com filmes, programas de auditório, jornalismo e esportes, como na transmissão da Copa Libertadores da América de 1992, quando o canal foi líder de audiência na transmissão da final entre São Paulo x Newell's Old Boys. No meio do ano, todos apostavam que a TV Gazeta seria para os anos 90 o que o SBT fora para os anos 80. No entanto, Collor foi acusado de corrupção e sofreu impeachment.
Em 1993, a Rede OM Brasil vira a CNT e nunca mais cresceu como antes pois a Rede Record voltou a crescer e acabou levando boa parte de suas afiliadas. Seguiu-se o período de operação conjunta com a CNT. Durante a década, reconhecia-se que boa parte dos programas que eram feitos na emissora paulista e transmitidos em rede, eram responsáveis pelas maiores audiências e, consequentemente, pelos maiores faturamentos. A TV Gazeta percebeu que podia andar sozinha e voltar a crescer.
O Programa Japan Pop Show sai do ar na TV Gazeta e volta à Rede Bandeirantes.
A TV Gazeta ainda levou outro desfalque, perdendo a concessão do canal 12 de Santos, emissora no litoral paulista que tentara fazer funcionar por duas vezes. A concessão, da década de 1970, acabara caducando.
Em 1996, a TV Gazeta passou a chamar-se CNT Gazeta.
Nessa década, a CNT e a Gazeta chegam a exibir em todo o Brasil novelas estrangeiras, programas de audiências - como os populares programas policiais Cadeia e 190 Urgente, os infantis Hugo Game, Tudo por Brinquedo, com Mariane Dombrova e TV Fofão, com Orival Pessini, além dos desenhos da Hanna Barbera, o esportivo, Mesa Redonda, o de variedades, Mulheres, com forte presença também no jornalismo e nos esportes.

### Década de 2000
A parceria entre a CNT e Gazeta é desfeita em junho de 2000, quando a Gazeta não renova o contrato, deixando a Grande São Paulo e diversos municípios sem o sinal da CNT até 2001. Com isso, a TV Gazeta iniciou seu processo de rede, com a implantação de repetidoras no interior de São Paulo e em outros estados. Até 2000, a TV Gazeta deixou de exibir os filmes, novelas, seriados e desenhos animados que eram exibidos na época da parceria da CNT. Por outro lado, programas como Mesa Redonda, Mulheres e outros responsáveis pelo faturamento de audiência da dupla emissora, permaneceram na Gazeta.

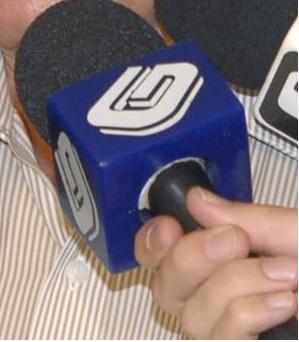
Detalhe da canopla de um antigo microfone da emissora.

Em 16 de julho de 2001, a TV Gazeta e o jornal Gazeta Mercantil se unem para criar o novo telejornalismo da emissora, que agora, além dos esportivos e o Em Questão (com Maria Lydia Flândoli), incorporam a grade de programação os jornais Primeira Página, Mercado e Jornal da Gazeta, que inaugurou com sucesso o jornalismo naquele dia. Foram reformulados todos os programas jornalísticos da emissora, até mesmo o Gazeta Esportiva.
O Jornal da Gazeta estreou com cobertura direta da capital argentina de Buenos Aires, já que naquele momento estava acontecendo o ápice da Crise econômica argentina. Assim, Carlos Alberto Sardenberg, Gustavo Camargo e Camila Teich comandaram a primeira edição do Jornal da Gazeta, tendo Maria Lídia como convidada. Assim, as duas faces da TV Gazeta, a nova e a antiga, se encontram para reabrir o telejornalismo informativo da emissora, sob a direção do ex-diretor do TJ Brasil, Albino Castro.
No primeiro semestre de 2001, o entretenimento da emissora também sofreu alterações: o programa musical Clipper entrava no ar e assumiram o programa Mulheres os apresentadores Clodovil e Christina Rocha.
Mulheres é o programa mais tradicional da TV Gazeta junto com Em Questão e Mesa Redonda. Mulheres começou com Clarisse Amaral sob o nome de Programa Clarisse Amaral. Com a entrada da responsável pelo setor de moda das lojas Mappin, Ione Borges ao lado de Clarisse, o programa passa a se chamar Clarisse Amaral em Desfile. Com a saída da apresentadora, o programa continua com Ione, agora ao lado da locutora de rádio Claudete Troiano, dando início às "parceirinhas" do programa Mulheres em Desfile. Com a separação da dupla no final da década de 90, Claudete muda de emissora e Ione em 2001 apresenta o programa Pra Você" e Ione (sendo que na época do início de Pra Você, Ione faz este programa enquanto Mulheres fica a cargo só de Claudete). Claudete Troiano apresentou Note e Anote, na Rede Record, e Ione Borges apenas seu programa de auditório homônimo. A partir de então, Márcia Goldschmidt e Leão Lobo substituíram Claudete e o programa teve continuidade.
Com o passar dos anos, sua programação foi sendo reformulada, adaptando-se às exigências do público e anunciantes, para atender à dinâmica da televisão moderna.
Mas com o fim da parceria com a CNT, parte da programação começou a ser preenchida pelos chamados informerciais.
Desde 2006, a emissora paulista busca retomar sua grade de programação, com programas jornalísticos, de entretenimento e comercias. O primeiro passo foi a estreia, no mês de dezembro, do BestShop TV, programa de televendas que teve como principais apresentadores Viviane Romanelli, Fernando Fernandez, Carol Minhoto, Pâmela Domingues, Claudia Pacheco, Thiago Oliveira, Paloma Silva, Regiane Tápias. Em 2007, dois outros programas, de produção própria, estrearam: Super Ofertas (que traz espaço para pequenos e médios anunciantes) e Papo de Amigos, sob o comando de Amanda Françozo.
Em 2009, a apresentadora Claudete Troiano retorna a emissora que a revelou depois de mais de 10 anos apresentando programas em emissoras como Rede Manchete, Rede Record e SBT. Ela comandou ao lado de Ione Borges o Manhã Gazeta, uma revista eletrônica matinal. Inicialmente, o programa era dividido em duas partes, Claudete apresentava uma e Ione a outra. Com a saída de Ione Borges, a emissora escalou Olga Bongiovani em seu lugar que ficou por pouco tempo. Desde então, Claudete apresentou o Manhã Gazeta sozinha.

### Década de 2010
Com o desejo de aumentar a sua grade, a Gazeta põe fim ao programa de televendas BestShopTV, onde o elenco do programa é aproveitado em novas produções da casa.
Após 8 anos sem grandes estréias, a emissora lança em junho de 2010, o Super Esporte, apresentado por Thiago Oliveira na faixa das 22h00, já no mês de outubro de 2010, a emissora abre espaço para a estréia de mais três femininos: Você Bonita de segunda à sexta às 8h30 com Carol Minhoto, Falando sobre sexo nas madrugadas de sexta para sábado com a psicóloga Carla Cecarello e nas manhãs de sábado o Mix Mulher, com Regiane Tápias.
Em 2010, em comemorações aos 40 anos da TV Gazeta, a emissora exibe especiais que falam da trajetória do canal. O Jornalista Elmo Francfort lançou o livro "Av. Paulista 900 - A História da TV Gazeta", mesmo autor que escreveu o livro sobre a Rede Manchete.
Outro fato que causou repercussão, foi a polêmica saída de Palmirinha Onofre da Gazeta, a culinarista que apresentou por anos o TV Culinária ficou famosa pelas cenas hilárias que foram exibidas no quadro Top Five do Custe o Que Custar (CQC) da Rede Bandeirantes. O TV Culinária foi reformulado e ganhou a apresentação de Viviane Romanelli.
Em 2011, a apresentadora Luisa Mell voltou à TV com o programa Estação Pet, que saiu do ar devido ao pouco retorno financeiro do programa, no mesmo período o TV Culinária também sai do ar devido a pouca aceitação da nova apresentadora pelo público. No seu lugar a emissora colocou o Delícias do Chef com o Chef Allan Villa Espejo, que até então era apenas um quadro do Manhã Gazeta.
Em fevereiro de 2011, o diretor Márcio Tavolari é contratado pela emissora para reformular artisticamente o programa Todo Seu, primeiro programa da TV Gazeta a estrear com transmissão em HD na comemoração das 1.500 edições da atração noturna comandada por Ronnie Von. O Todo Seu torna-se a primeira revista eletrônica diária HD da televisão brasileira em horário nobre, com novos quadros e estética mais requintada. Ronnie Von volta a ser notícia na mídia com elogios da crítica especializada e o programa alcança prestígio junto ao meio artístico e público.
Depois de mais de 20 anos na Gazeta, a jornalista Maria Lydia Flândoli é demitida sem muitas explicações. O Em Questão saiu do ar e o Jornal da Gazeta foi reformulado colocando a dupla Stella Gontijo e Gabriel Cruz. Pouco tempo depois, Maria Lydia volta ao telejornal, realizando entrevistas.
No mesmo ano, a Gazeta investe na reprise de alguns de seus programas durante as madrugadas . Foram reprisados os programas Todo Seu, Jornal da Gazeta, Estação Pet e Vambora (quadro do programa Mulheres)

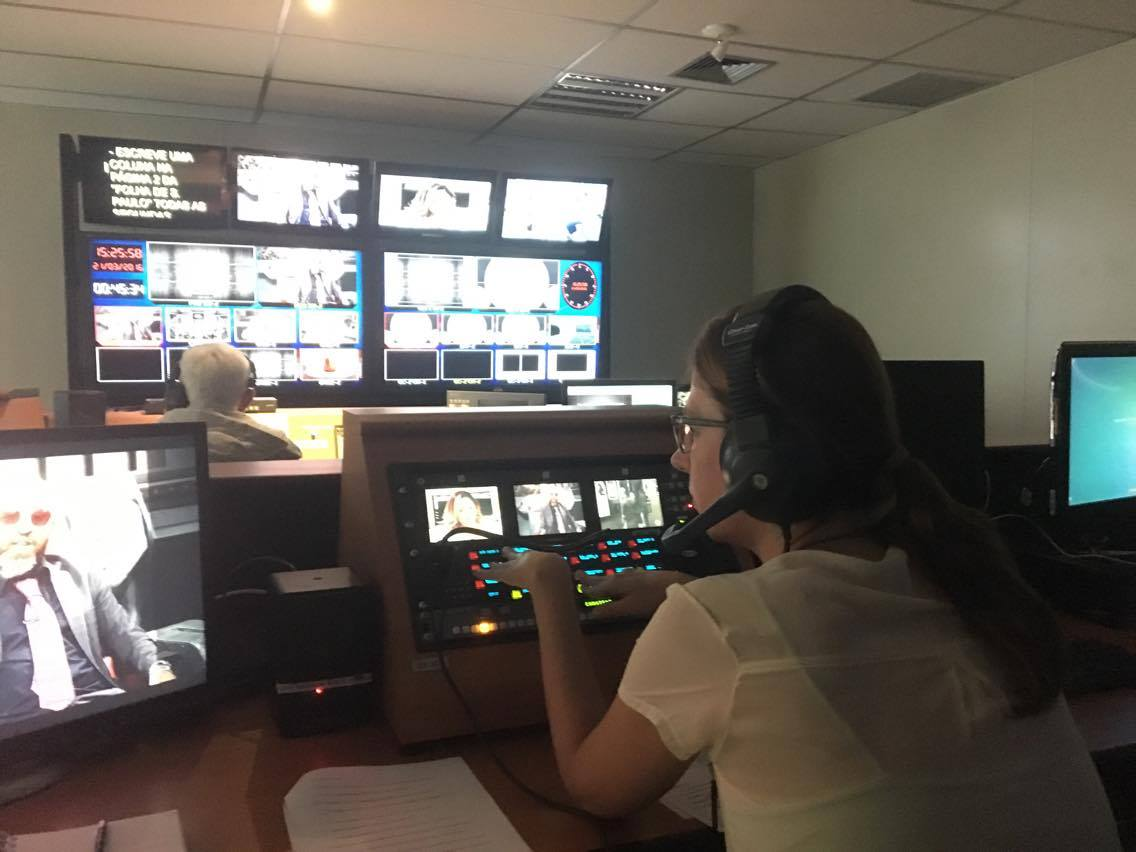
Estúdio de gravação de "A Máquina", em 2016

No início de 2012, o TV Culinária volta, dessa vez com Regiane Tápias no comando e os programas Os Impedidos (humorístico exibido nas noites de domingo, antes do Mesa Redonda), Hoje Tem (programa de eventos culturais exibido às quintas-feiras, apresentado por Pâmela Domingues) e A Máquina (programa de entrevistas comandado por Fabrício Carpinejar, exibido nas noites de terça-feira) estreiam.
No mês de abril, a apresentadora Claudete Troiano sai da Gazeta, no lugar do Manhã Gazeta estreia o Revista da Cidade com Regiane Tápias, sendo que o quadro Ateliê na TV desmembrado do programa,se tornando um programa. No mesmo período, o Super Esporte muda de horário, indo para a faixa das 12:00, o Você Bonita passa a ser exibido em seguida. E estreia o Jornal da Gazeta - Edição das 10, um jornalístico exibido às 22h com trinta minutos de duração.
Com o fim da parceria com o Best Shop TV, os programas Gazeta Imóveis, Gazeta Motors e Gazeta Shopping ganham mais espaço na programação.
O De Olho na TV é o quadro de maior sucesso do Todo Seu, o jornalista da Jovem Pan, José Armando Vanucci comentava os principais assuntos sobre a TV Brasileira. Devido ao sucesso, o quadro que era apenas exibido na quarta-feira, ganhou mais dois dias de exibição, às segundas e sextas. Além disso, agora Vanucci mostra os bastidores dos programas de TV e entrevistas.
Com a transmissão por satélites em sinal digital e analógico, a programação da TV Gazeta passa a ser acompanhada pelos sistemas de televisão por assinatura NET e Vivo TV. Esta emissora não foi beneficiada pela nova lei de TV por assinatura por não cumprir os requisitos necessários.
No dia 1º de novembro de 2013, a emissora demitiu, sem maiores explicações, o apresentador do "Super Esporte", Thiago Oliveira, que imediatamente assina com a Rede Globo. Desde o dia 4 de novembro, atração passou a ter o comando de Anita Paschkes, que antes tinha substituído Michelle Gianella, que estava de licença-maternidade, no "Gazeta Esportiva" e no "Mesa Redonda".
Em 2014 a TV Gazeta promoveu mudanças na sua programação. Novos programas foram criados e dedicados à cidade e ao estado de São Paulo. A Gazeta já foi conhecida por ser a TV com a cara de São Paulo e a mais paulista das TVs.
Os programas Ateliê na TV, Revista da Cidade, Super Esporte, Você Bonita, Mulheres, Gazeta Esportiva, Todo Seu e outros programas foram mantidos, mas agora com um novo pacote gráfico.
A nova programação estreou em 10 de março. No mesmo ano, alegando renovação na equipe esportiva, a emissora demite o narrador Fernando Solera e no dia 1º de junho estreia o humorístico Chuchu Beleza, com Felipe Xavier. Foram produzidos programas em formato de série, compostos por quatro episódios cada, tratando sempre em torno do tema São Paulo, entre eles Amor Concreto, Extremos da Cidade, A Cidade que não Dorme.
No meio do ano foi montado um novo núcleo de produção, visando a criação de conteúdo exclusivo para internet. Foram produzidos diversos vídeos de bastidores dos programas da TV e séries como Mamma Responde. No comando dos vídeos está a apresentadora Paula Vilhena.
Em 2015, a TV Gazeta promove mudanças drásticas na sua programação. A emissora atualizou as novas chamadas interprogramas e vinhetas atualizadas com um padrão gráfico idealizado integralmente em flat design, com simplicidade de elementos, formas planas e cores sólidas. “Dentro da proposta de evolução contínua e buscando uma aproximação ainda maior com o público, o pacote de novas finalizações foca nas "sensações" que a programação da TV Gazeta , em suas diferentes editorias e programas, traz para o telespectador. Para traduzir essas sensações foi desenvolvida uma paleta de cores que resultou num visual ainda mais vibrante, divertido e moderno”, afirma Denise Wuilleumier, Gerente de Comunicação Social da Fundação Cásper Líbero.
O jornalismo da Gazeta realizou contratações importantes: Rodolpho Gamberini estreou ao lado de Stella Gontijo no novo Jornal da Gazeta. Josias de Souza e Denise Campos de Toledo foram contratados como novos comentaristas. A nova programação estreou em 2 de março de 2015.
Em 2016, a TV Gazeta investe no lançamento de novas séries. Entre elas o Projeto 1 Dia, que retrata um dia em algum lugar de São Paulo, Humor.Docs, que faz um panorama do humor nas mais diversas plataformas, com apresentação de Paula Vilhena e Histórias do Rap Nacional, que faz um balanço da história do rap brasileiro, com apresentação de Ronald Rios, ex-repórter do CQC. Rios foi contratado pela emissora em 29 de outubro de 2015. Em 11 de março estreou o programa A Semana,que abordava os fatos da semana que passou de maneira descontraida O programa saiu do ar em julho após divergências entre o humorista e a TV Gazeta Em 9 de março estreia o reality "Sobremesa Para Dois" com Paula Vilhena, no qual dois competidores com ou sem experiência na cozinha serão desafiados a preparar um prato e tentarão conquistar o pretendente pelo paladar. Em 4 de maio estreia A noite convida, no qual a apresentadora explora a noite paulistana com dois personalidades.
Em 25 de julho, a emissora dispensa após 15 anos a apresentadora Mamma Bruschetta, após a mesma receber proposta irrecusável do SBT. A apresentadora foi substituída pelo ator Guilherme Uzeda, intérprete da personagem Tia. Em 30 de julho, Leão Lobo deixa também a emissora para acompanhar Mamma Bruschetta no SBT. Em seu lugar, a emissora contratou o jornalista Gabriel Perline. Para reforçar o Mulheres, a emissora recontrata Fernando Oliveira, o Fefito e conta também com o colunista José Armando Vannucci.
Em 1º de agosto a emissora recontrata Rodrigo Rodrigues, para apresentar o programa 5 Discos na qual vai receber um convidado, que levará os cinco discos mais importantes de sua vida. No dia 23 de agosto de 2016, morre o repórter e jornalista Goulart de Andrade, que estava desde 2012 na TV Gazeta. A emissora mantém as entrevistas gravadas pelo repórter, sendo a primeira reportagem póstuma exibida em 11 de setembro de 2016.
Em 17 de outubro, a emissora extingue o núcleo jovem eliminando os programas A Máquina, Hoje Tem, Cidade Ocupada, A Noite Convida e 5 Discos.
Em 6 de março de 2017, reestreia o Cozinha Amiga só que agora a cada dia um chefe apresenta receitas fáceis para o dia a dia.
Em 24 de abril, a emissora anuncia as demissões de Anna Paola Fragni após 21 anos na casa passando por todos os programas e também de Michelle Francine, apresentadora do Gazeta Shopping. Em 16 de maio, é demitido da emissora o comentarista de arbitragem da equipe esportiva Oscar Roberto Godói. Em 27 de junho a emissora anuncia o ex-jogador e comentarista Müller para reforçar o programa Mesa Redonda.
Em 3 de julho a emissora anuncia a contratação do Padre Alessandro Campos no comando de um programa de auditório dominical. No dia seguinte, em 4 de julho, a emissora deixa de ser retransmitida via satélite, através do sinal de parabólica, a fim de reduzir os gastos financeiros e no dia 21 de julho, a emissora anuncia que também não renovou o contrato de cessão de horários com a  TV Ultrafarma.
Em 1º de agosto de 2017, a apresentadora Anita Paschkes deixa o canal após 4 anos. Em 6 de agosto, estreia o Festa Sertaneja com Pe. Alessandro Campos, inicialmente aos domingos e posteriormente transferidos para as sextas-feiras.
Em 3 de setembro, estreia o programa dominical sobre beleza, Sempre Bela, com o cabeleireiro Sylvio Rezende.
Em 10 de novembro, a Gazeta demitiu 40 funcionários e terceirizou a produção do Gazeta Shopping. Em 11 de dezembro, foi anunciado o fim do Festa Sertaneja, programa comandado pelo Pe. Alessandro Campos.
Em 12 de dezembro, Cátia Fonseca deixa após 15 anos o comando do programa Mulheres, transferindo-se para a Rede Bandeirantes. No dia 15 do mesmo mês, foi anunciada pela emissora, a compra dos direitos exclusivos, na TV Aberta, da temporada 2018 da LBF.
Em janeiro de 2018, o programa Mulheres tem nova apresentadora: Regina Volpato que substituiu Cátia Fonseca durante suas férias é efetivada nas funções.
Em fevereiro é confirmada a contratação de Rinaldi Faria, empresário de Patati e Patatá para comandar um programa diário nas madrugadas da emissora.
Em 1 de fevereiro de 2018, além de São Paulo, o sinal da TV Gazeta passa a ser transmitido pela operadora NET nas cidades de Brasília e Rio de Janeiro.
Em 30 de março, a emissora deixa de exibir o programa Vitrine do Artesanato na TV. Alguns dias mais tarde, Juliana Verboonen também deixa a emissora, onde integrava o Departamento de Jornalismo. Em novembro, a emissora Gazeta praticamente extinguiu o jornalismo, demitindo 80% dos funcionários.
Em 8 de dezembro, a emissora começou a transmitir os jogos da Superliga 2018/2019, mas deixou de mostrá-las em 20 de janeiro de 2019, devido ao choque de datas e de horários. Os jogos transmitidos foram apenas do naipe masculino. Além disso, a emissora não renovou os direitos de transmissão da LBF.
Em março de 2019, Laerte Vieira é recontratado pela Gazeta para ancorar o Jornal da Gazeta, junto de Luciana Magalhães.
Em 1 de abril, estreia a nova grade de programação da TV Gazeta, com a estreia do programa De A a Zuca, com Celso Zucatelli e novidades nos programas da casa, como Você Bonita, Revista da Cidade, Todo Seu, Mulheres e Cozinha Amiga. Os programas de Regiane Tápias e Ronnie Von ganham novos cenários, novas vinhetas, novos pacotes visuais e alterações nos quadros. No entanto, foi extinto o Gazeta News, mini-jornalístico que era exibido no final da tarde.Em 14 de abril, a emissora reestreiou o Desafio ao Galo, torneio de Futebol de Várzea que marcou época na TV. Porém, as transmissões terminaram em 21 de julho, sendo depois transferidas para a RBTV. Em 22 de abril, Maria Lydia Flândoli deixa o Jornal da Gazeta e a emissora após mais de 20 anos. Em junho, Tássia Sena também deixa o jornalismo da Gazeta para ser repórter da TV Globo São Paulo.Em 19 de julho, são anunciadas as extinções de dois programas de sucesso na casa: o Todo Seu, ancorado há mais de 15 anos por Ronnie Von e o De A a Zuca, que estava no ar desde abril com comando de Celso Zucatelli. Os dois apresentadores foram dispensados da emissora. Em seu lugar, entrarão reprises do Você Bonita, Cozinha Amiga e Mulheres.
Em 4 de setembro, é anunciada a estreia, no dia 9, do Faça Você Mesmo, com Rogério Chiaravelli, com informações e dicas sobre artesanato.

### Década de 2020
Em 8 de março de 2020, depois de completar seus 50 anos no ar, a Gazeta muda cenários, vinhetas, pacotes visuais, grafismos e alterações nos programas. A Gazeta também estreia seu novo slogan: TV Gazeta, você por perto. Tudo certo! e sua nova vinheta interprogramas. No entanto, devido à Pandemia da COVID-19, a emissora tomou várias medidas de segurança, prevenção e higienização nos seus estúdios e também realizou ajustes na grade, dentre elas a suspensão de programas como o Revista da Cidade que deu lugar ao Gazeta Shopping e Faça Você Mesmo e também do Gazeta Esportiva, que deu lugar no horário ao Plantão da Saúde que atualiza a situação da pandemia no estado, no país e no mundo. No dia seguinte a emissora estreou o programa Fofoca Aí, com a apresentação de Fefito, Tutu (Artur Pires), Tia (Guilherme Uzeda) e Gabriel Perline, colaboradores dos programas Mulheres e Revista da Cidade. 
No dia 14 de junho, é anunciado que o programa Faça Você Mesmo deixou a programação da emissora. O Plantão da Saúde durou até 3 de julho, quando a emissora encerrou o programa e retornou em 6 de julho o Gazeta Esportiva. 
Em 12 de julho, a emissora retornou com a Mesa Redonda. Em 3 de agosto, o programa Revista da Cidade retornou rebatizado de Revista da Manhã. Em 30 de agosto estreou o musical Modão do Brasil apresentado por Alysson e João Reis, pai dos cantores Felipe Araújo e Cristiano Araújo. Em 4 de agosto, a emissora reestreia o Ateliê na TV, com Dotan Mayo. Em 30 de novembro estreou o Jornal do Bóris, simultâneo com o Youtube, com apresentação de Bóris Casoy.
Em 6 de janeiro de 2022, foi anunciado que os programas Fofoca Aí e Cozinha Amiga sairão do ar no dia 21, fazendo com que a programação tenha mudanças, com o aumento das durações do Revista da Manhã, Você Bonita e do Mulheres, que voltou a ter 4 horas de duração. Em fevereiro de 2023, a emissora não renovou o contrato do jornalista Flávio Prado, que deixou o comando do Mesa Redonda após 20 anos.
Meses depois, também saíram da emissora os jornalistas Celso Cardoso, Leão Lobo e Regina Volpato, esta última devido a decisão da entidade mantenedora da Gazeta de reduzir os salários em 20%, já que ela enfrenta uma grave crise financeira. No dia 30 de junho, a emissora anunciou, após 11 anos, o fim do Revista da Cidade, programa matinal que abria a grade própria da Gazeta. O horário seria ocupado a partir do dia 3 de julho pela programação da Igreja Universal do Reino de Deus, que passa a dominar a grade matinal da emissora e boa parte da programação diária, uma vez que a igreja já aluga os horários de 20h às 2h. Já com relação a equipe, haverá demissões, mas outra parte será realocada pro Mulheres. Outro programa encerrado pelo canal por conta de venda de horário à IURD foi o Ateliê na TV, que estava em sua segunda passagem na programação desde 2020.
Em 21 de setembro de 2023, a TV Gazeta entrou na grade de canais da operadora de televisão Sky.

## Núcleo de Criação
Foi criado no segundo semestre de 2011 o Núcleo de Criação, responsável por criar novas atrações da grade da TV Gazeta e buscar projetos diferentes para a televisão brasileira. A equipe teve como principais objetivos, ao mesmo tempo, trazer uma audiência jovem para a emissora e aumentar a integração entre a TV e a Faculdade Cásper Líbero. O Núcleo de Criação teve suas atividades encerradas em Outubro de 2016, em decorrência de uma crise financeira.
Segue abaixo lista de alguns dos principais programas produzidos pelo Núcleo de Criação:
- Almanaque das Trilhas Sonoras - Rodrigo Rodrigues contava as histórias por trás das trilhas sonoras de filmes antigos e atuais e grandes artistas como Elvis Presley, Beatles e Madonna.[59] Foi extinto em julho de 2015.

- Inspiradores - Série de quatro episódios, que mostra perfis do publicitário Washington Olivetto, do fotógrafo Cristiano Mascaro, do diretor teatral Guti Fraga e do jornalista Goulart de Andrade.

- Mundo à Mesa - Programa documental que apresenta diversos temas relacionados a gastronomia, em sua primeira temporada, apresentou a culinária de diversos países.

- Os Impedidos – Programa humorístico em formato de sitcom que tinha como elenco André Santi, Rafael Marinho, Renato Tortorelli e Richard Godoy. Ambientado num bar, o programa misturava discussão sobre futebol com ficção e humor. Até um tempo atrás, Os Impedidos concorria com a Rede Bandeirantes no horário. O programa foi ao ar pela última vez em 3 de novembro de 2013, por perder várias vezes da RedeTV!.

- Hoje Tem – Agenda cultural eletrônica com Pâmela Domingues, que visita bares, restaurantes, teatros e festas

- A Máquina – Estreou no dia 6 de março de 2012 com a apresentação de Fabrício Carpinejar. O programa tem como principal personagem uma máquina que têm o prisioneiro que é o apresentador e um convidado que é “capturado” todas as semanas.

- Vem Comigo - Atração da emissora apresentada por Goulart de Andrade, que acompanha alunos de Jornalismo e Rádio, TV e Internet da Faculdade Cásper Líbero na realização de matérias. O jornalístico é uma mescla de Profissão Repórter da Rede Globo com reportagens especiais feitas entre as décadas de 70 e 90, dentro do programa Comando da Madrugada. O programa foi encerrado em agosto de 2016, depois da morte de Goulart de Andrade, aos 83 anos.

- Eu Nunca – Apresentado por Sophia Reis, o programa semanal propõe que seus convidados, artistas e telespectadores anônimos, exerçam atividades pela primeira vez em suas vidas, como a prática de esportes radicais ou até mesmo atividades culturais. Atividades como voar de balão, saltar de paraquedas, ou até mesmo conhecer a cidade de Sāo Paulo pela primeira vez foram atividades propostas pelo programa.

- O Mochileiro – O blogueiro Daniel Thompson passeia pelas sete maravilhas naturais do mundo em uma série de oito episódios, em sua primeira temporada. O programa teve uma segunda temporada, onde seu apresentador viajou pelas belezas naturais do Brasil.

- Ouça! – Apresentado por Rodrigo Rodrigues, que estreou em 6 de março de 2015, o programa teve temática musical com vários quadros como "Garimpo", "Performance" e "Playlist". O programa foi extinto.

- Cidade Ocupada – Com a proposta de mostrar a cidade de São Paulo e seus problemas estruturais, o programa estreou em março de 2015, com apresentação de Fred Melo Paiva.

- Vida de Atleta – Máurio Galera acompanha a rotina de vários atletas, desde a preparação até a partida, estreou em março de 2015.[22]